# Sneeuwschuiver

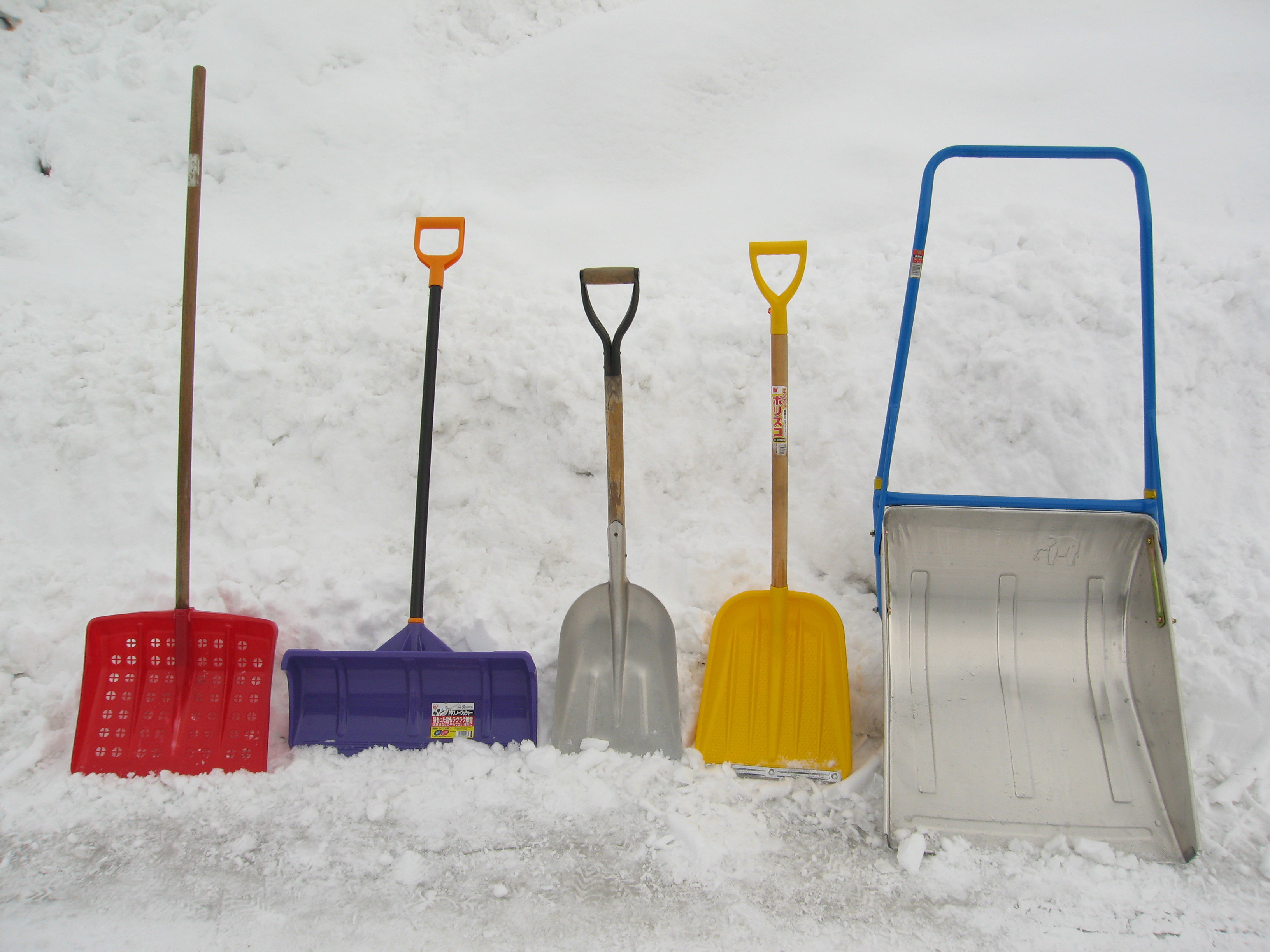
Sneeuwschuivers/-scheppen om met de hand sneeuw te verwijderen

Een sneeuwschep, sneeuwschop of (hand)sneeuwschuiver is een stuk handgereedschap dat wordt gebruikt om sneeuw te verplaatsen, bijvoorbeeld bij het sneeuwruimen van trottoirs, opritten en paden.
Een sneeuwschep bestaat uit een steel, al dan niet voorzien van een handvat, en een blad. Het blad is meestal gemaakt van metaal of kunststof, terwijl de steel doorgaans van hout is vervaardigd. Deze materiaalcombinatie zorgt ervoor dat de sneeuwschep licht van gewicht blijft, zonder in te boeten aan stevigheid of slijtvastheid.
Grotere sneeuwschuivers die op voertuigen zijn gemonteerd – zogenaamde sneeuwploegen – worden gebruikt om wegen en andere grote oppervlakken sneeuwvrij te maken.

## Zie ook

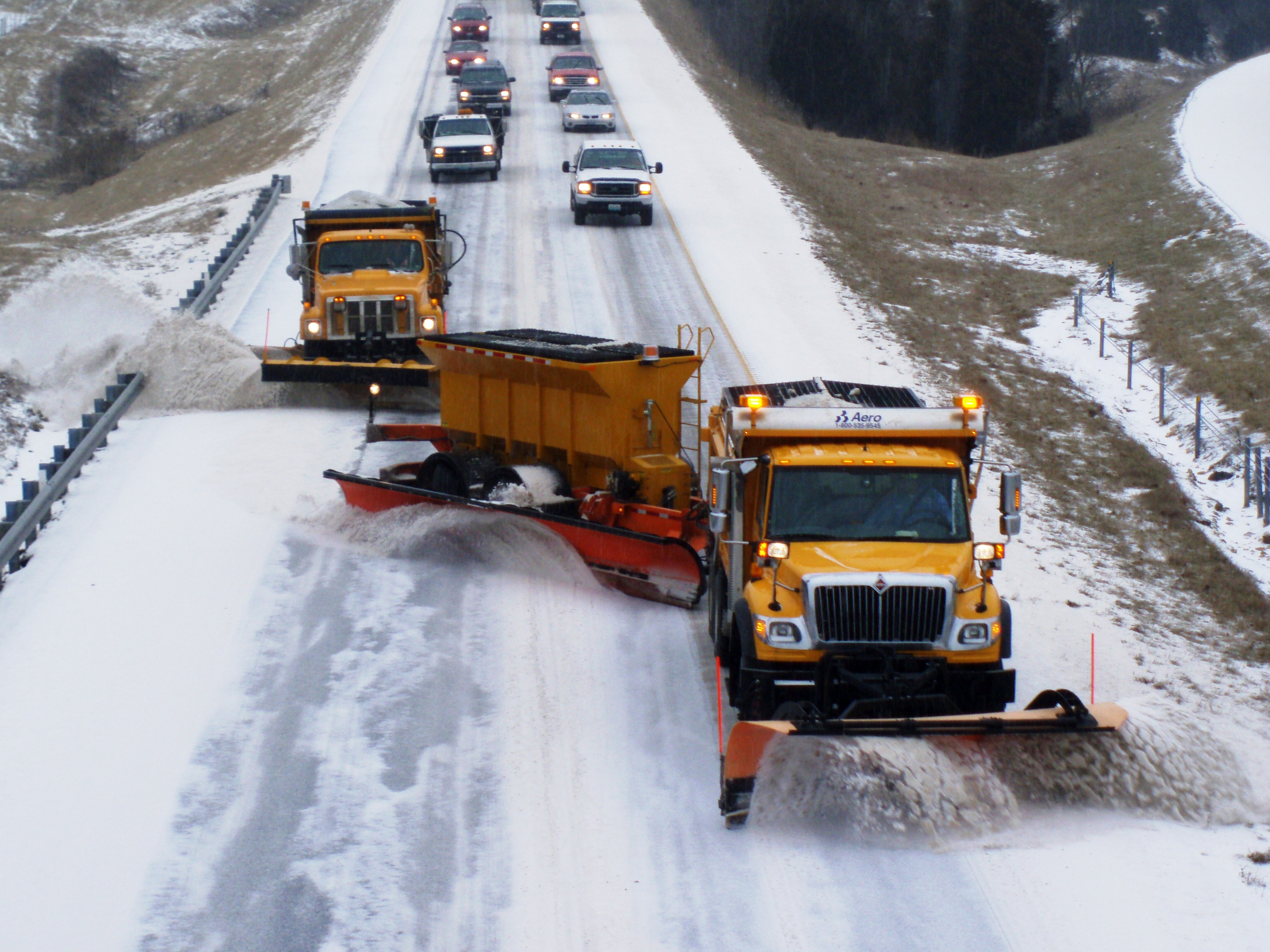
Twee vrachtwagens met een sneeuwploeg. De voorste sleept een zogenaamde TowPlow mee.